# D-dúr
A D-dúr egy dúr hangnem, melynek előjegyzése két kereszt, fisz és cisz. Azért van benne cisz, mert a cisz a vezetőhang, azaz a D-dúr skála hetedik hangja, és a vezetőhang mindig félhangnyira van a tonikától, jelen esetben a D-től. A fisz pedig azért van ott, mert a szupertonika és a mediáns között mindig 2 félhang van, és a mediáns és a szubmediáns között mindig egy félhang van. 

## A D-dúr skála
A D-dúr skála: D E Fisz G A H Cisz D.

## Jellemzői
A D-dúr a C-dúr nagy szekunddal feljebb transzponálva, párhuzamos moll hangneme a h-moll, hozzátartozó mollja a d-moll. Domináns hangneme az A-dúr, szubdomináns hangneme pedig a G-dúr.  

## Ismertebb darabok D-dúrban és h-mollban
- Johann Sebastian Bach: h-moll mise